# Chetogena cercosa
Chetogena cercosa là một loài ruồi trong họ Tachinidae.